# Percy Nilsson Bygg AB
Percy Nilsson Bygg AB (PNB) var ett svenskt byggnadsföretag som startades av Percy Nilsson. 2004 såldes PNB-koncernen till Lars Olof Andersson. Efter några månader ville denne häva köpet då förlusterna visade sig vara stora. Koncernen gick ett par veckor senare i konkurs med brister på 750 miljoner.